# جاك شيراك
جاك رينيه شيراك (بالفرنسية: Jacques Chirac) ‏(29 نوفمبر 1932 - 26 سبتمبر 2019)، سياسي فرنسي ينتمي لحزب الاتحاد من أجل حركة شعبية. انتخب لمنصب رئاسة الجمهورية الفرنسية في 1995 وجدد له في 2002، انتهت رئاسته بتاريخ 17 مايو 2007. وكان قبل ذلك عمدة باريس لمدة 18 عاماً من 1977 إلى 1995. كما تولى رئاسة وزارة فرنسا مرتين في الفترة ما بين 27 مايو 1974 إلى 26 أغسطس 1976، ومن 20 مارس 1986 إلى 10 مايو 1988.
بعد التحاق شيراك بالمدرسة الوطنية للإدارة، بدأ حياته المهنية موظفًا حكوميًّا رفيع المستوى، ودخل عالم السياسة بعد ذلك بوقت قصير. شغل مناصب كبيرة مختلفة، من ضمنها وزير الزراعة ووزير الداخلية. شملت سياسات شيراك الداخلية في البداية خفض معدلات الضرائب، وإلغاء التحكم بالأسعار، والعقوبة الشديدة على الجريمة والإرهاب، وخصخصة الأعمال. بعد اتباع هذه السياسات خلال ولايته الثانية كرئيس للوزراء، غيّر وجهات نظره. دافع عن السياسات الاقتصادية الأكثر مسؤولية اجتماعيًا وانتُخب رئيسًا في الانتخابات الرئاسية لعام 1995 بنسبة 52.6% من الأصوات في الجولة الثانية، متغلبًا على الاشتراكي ليونيل جوسبان، بعد شن حملة لبرنامج رأب «الصدع الاجتماعي». بعد ذلك، تعارضت سياسات شيراك الاقتصادية القائمة على التوجيهية التي تسمح بالاستثمار الموجه من الدولة مع سياسات عدم التدخل التي اتبعتها المملكة المتحدة في ظل وزارة مارغريت ثاتشر وجون ميجر، والتي وصفها شيراك بأنها «الليبرالية المتطرفة الأنجلو ساكسونية». 
عُرف شيراك أيضًا بموقفه ضد حرب الولايات المتحدة على العراق، واعترافه بدور الحكومة الفرنسية المتعاونة في ترحيل اليهود، وتقليص فترة الرئاسة من 7 سنوات إلى 5 سنوات من خلال استفتاء في عام 2000. في الانتخابات الرئاسية الفرنسية 2002، حصل شيراك على 82.2% من الأصوات في الجولة الثانية ضد مرشح اليمين المتطرف جان ماري لوبان. لكن في فترة ولايته الثانية، حظي بنسبة قبول منخفضة للغاية واعتُبر أحد أقل الرؤساء شعبية في تاريخ فرنسا السياسي الحديث.
في عام 2011، أعلنت محكمة باريس أن شيراك متهم بتحويل المال العام واستغلال الثقة العامة، وحكمت عليه بالسجن مدة عامين مع وقف التنفيذ.

## نشأته وتعليمه

### الخلفية العائلية
وُلد شيراك في الدائرة الخامسة في باريس. وهو ابن أبيل فرانسوا ماري شيراك (1898-1968) المدير التنفيذي الناجح في إحدى شركات الطائرات، وماري لويز فاليت (1902-1973) ربة المنزل. كان أجداده مدرسين من سانت فيريول في كوريز. كان أجداده من جهة أبيه وأمه فلاحين في المنطقة الريفية الجنوبية الغربية من كوريز. 
ووفقًا لشيراك، فإن اسمه «مشتق من اللغة الأكستانية، وهي اللغة التي استخدمها التروبادور في نظم أشعارهم». كان شيراك من الروم الكاثوليك. 
كان شيراك الولد الوحيد (ماتت أخته الكبرى جاكلين في طفولتها قبل ولادته). تلقى تعليمه في باريس في مدرسة كورس أتامير الخاصة، ثم التحق بمدرسة كارنو الثانوية ومدرسة لويس الكبير الثانوية. بعد حصوله على شهادة البكالوريا، عمل مدة ثلاثة أشهر بحارًا على ناقلة فحم. 
انضم شيراك إلى اتحاد الرغبي لفريق بريف للشباب، ولعب أيضًا على المستوى الجامعي. لعب في الموقع رقم 8 والصف الثاني. 

### تعليمه وحياته المهنية المبكرة
مستلهمًا من شارل ديغول، بدأ شيراك بمزاولة مهنة في الخدمة المدنية في الخمسينيات من القرن العشرين. خلال هذه الفترة، انضم إلى الحزب الشيوعي الفرنسي، وباع نسخًا من صحيفة لومانيتي، وشارك في اجتماعات إحدى الخلايا الشيوعية. في عام 1950، وقّع على نداء ستوكهولم المستوحى من الاتحاد السوفيتي لحظر الأسلحة النووية، ما أدى إلى استجوابه عندما تقدّم بطلب للحصول على تأشيرة الدخول الأولى إلى الولايات المتحدة. 
في عام 1953، بعد تخرجه من معهد الدراسات السياسية بباريس، حضر دورة غير معتمدة في الكلية الصيفية بجامعة هارفارد، قبل الالتحاق في عام 1957 بالمدرسة الوطنية للإدارة التي تدرِّب كبار موظفي الخدمة المدنية في فرنسا.
في الولايات المتحدة، عمل شيراك في شركة أنهايزر بوش في سانت لويس بولاية ميزوري.
تدرّب شيراك كضابط احتياطي في سلاح الفرسان المدرع في سومور، ثم تطوع للقتال في حرب الجزائر، إذ أجرى اتصالاته الشخصية لِيُرْسِل على الرغم من تحفّظ رؤسائه الذين لم يرغبوا في جعله ضابطًا لأنهم اشتبهوا في أن لديه ميولًا شيوعية. في عام 1965، أصبح مدققًا في ديوان المحاسبة. 

## مسيرته السياسية المبكرة

### «الجرافة»: 1962–1971
في أبريل 1962، عُيِّن شيراك رئيسًا للطاقم الشخصي لرئيس الوزراء جورج بومبيدو، وكان هذا التعيين بمثابة انطلاقة لمسيرة شيراك السياسية. اعتبر بومبيدو شيراك تلميذه، وأطلق عليه لقب «جرّافتي» لمهارته في إنجاز المهام. اشتُهر لقب «Le Bulldozer» في الأوساط السياسية الفرنسية، إذ أشار أيضًا إلى أسلوبه الوقح. حافظ شيراك على هذه السمعة حتى الانتخابات الرئاسية عام 1988.
بناء على اقتراح بومبيدو، ترشّح شيراك كديغولي لمقعد في الجمعية الوطنية الفرنسية في عام 1967. وانتُخب نائبًا عن مسقط رأسه إقليم كوريز، معقل اليسار. أتاح له هذا الانتصار المفاجئ في سياق المد الديغولي دخول الحكومة وزيرًا للشؤون الاجتماعية. مع أن شيراك كان في موقع جيد في حاشية ديغول، إذ كان قريبًا -بفضل زواجه- لرفيق الجنرال الوحيد في وقت خطاب 18 يونيو 1940، إلا أنه كان «بومبيدوليًا» أكثر منه «ديغوليًا». عندما هزت الاضطرابات الطلابية والعمالية فرنسا في مايو 1968، أدى شيراك دورًا مركزيًا في التفاوض على هدنة. بعد ذلك، شغل شيراك منصب وزير للدولة لشؤون الاقتصاد (1968-1971) وعمل بشكل وثيق مع فاليري جيسكار ديستان الذي ترأس وزارة الاقتصاد والمالية.

### وزير في مجلس الوزراء: 1971-1974
بعد قضاء بضعة أشهر في وزارة العلاقات مع البرلمان، شغل شيراك أول منصب رفيع المستوى في عام 1972 عندما أصبح وزير الزراعة والتنمية الريفية في عهد بومبيدو الذي انتُخب رئيسًا في عام 1969 بعد استقالة ديغول. سرعان ما اشتهر شيراك باعتباره نصيرًا لمصالح المزارعين الفرنسيين، واجتذب لأول مرة الاهتمام الدولي عندما هاجم السياسات الزراعية للولايات المتحدة وألمانيا الغربية والمفوضية الأوروبية التي تعارضت مع المصالح الفرنسية.
في 27 فبراير 1974، بعد استقالة ريمون مارسيلين، عُيِّن شيراك وزيرًا للداخلية. في 21 مارس 1974، ألغى مشروع سافاري بسبب مخاوف تتعلق بالخصوصية بعد أن كشفت صحيفة لو موند عن وجوده. منذ مارس 1974، كلّفه الرئيس بومبيدو بالتحضير للانتخابات الرئاسية التي كان من المقرر إجراؤها آنذاك في عام 1976، ولكنها أُجريت قبل ذلك بسبب وفاة بومبيدو المفاجئة في 2 أبريل 1974.
حاول شيراك عبثًا حشد الديغوليين لدعم رئيس الوزراء بيير ميسمر. أعلن جاك شابان دلماس ترشّحه على الرغم من رفض «البومبيدوليين». ونشر شيراك وآخرون «نداء الـ 43» لصالح جيسكار ديستان، زعيم الجزء غير الديغولي من الأغلبية البرلمانية. انتُخب جيسكار ديستان خلفًا لبومبيدو بعد الحملة الانتخابية الأشد تنافسًا في فرنسا منذ سنوات. في المقابل، اختار الرئيس الجديد شيراك لقيادة الحكومة.

### رئيس وزراء جيسكار: 1974-1976
عندما أصبح فاليري جيسكار ديستان رئيسًا، رشّح شيراك لرئاسة الوزراء في 27 مايو 1974 للتوفيق بين الفصيلين «الجيسكاردي» و «غير الجيسكاردي» من الأغلبية البرلمانية. في عمر الواحد والأربعين، برز شيراك كنموذج للذئاب الشباب في السياسة الفرنسية، لكنه واجه عداء «بارونات الديغولية» الذين اعتبروه خائنًا بسبب الدور الذي أدّاه في الحملة الرئاسية السابقة. في ديسمبر 1974، تولّى قيادة اتحاد الديمقراطيين من أجل الجمهورية ضد إرادة الشخصيات الأعلى منصبًا فيه.
على الفور شرع شيراك -بصفته رئيسًا للوزراء- في إقناع الديغوليين أنه على الرغم من الإصلاحات الاجتماعية التي اقترحها الرئيس جيسكار، سَيُحْتَفَظ بالمبادئ الأساسية للديغولية كالاستقلال الوطني والأوروبي. قدّم بيير جولييه وماري فرانس غارو -مستشاران سابقان لبومبيدو- النصح لشيراك. نظّم هؤلاء الاثنان الحملة ضد شابان دلماس في عام 1974، ودعَوا إلى الصدام مع جيسكار ديستان، إذ اعتقدا أن سياسته شتّتت الناخبين المحافظين. استقال شيراك من منصب رئيس الوزراء في عام 1976 متذرعًا بعدم رغبة جيسكار في منحه السلطة. وشرع في بناء قاعدته السياسية بين الأحزاب المحافظة العديدة في فرنسا بهدف إعادة تشكيل اتحاد الديمقراطيين من أجل الجمهورية الديغولي في مجموعة ديغولية جديدة هو التجمّع من أجل الجمهورية. اتسمت ولاية شيراك الأولى في رئاسة الوزراء بالتقدمية، في حين جرى تحسين كل من الحد الأدنى للأجور ونظام الرعاية الاجتماعية خلال فترة رئاسته للوزراء.

## ما بعد الرئاسة
أسس جاك شيراك في يونيو 2008 وبعد مغادرته منصب الرئاسة مؤسسة شيراك، التي كرّست جهودها لتعزيز السلام من خلال خمسة مجالات رئيسية: الوقاية من النزاعات، تأمين الوصول إلى المياه والصرف الصحي، ضمان توفر الأدوية والرعاية الصحية الجيدة، الوصول إلى الموارد الأرضية، وحماية التنوع الثقافي. وقد دعمت المؤسسة مشاريع ميدانية بمشاركة المجتمعات المحلية، ووفرت حلولًا مبتكرة وواقعية. كما ترأس شيراك لجنة تحكيم جائزة الوقاية من النزاعات التي تمنحها المؤسسة سنويًا.
وبصفته رئيسًا سابقًا للجمهورية، كان شيراك يتمتع بمعاش تقاعدي مدى الحياة، إلى جانب الحماية الأمنية، كما كان عضوًا دائمًا في المجلس الدستوري الفرنسي بحكم منصبه السابق. وشارك لأول مرة في جلسات المجلس بتاريخ 15 نوفمبر 2007، بعد ستة أشهر من نهاية ولايته. عقب فوز نيكولا ساركوزي بالرئاسة، انتقل شيراك إلى شقة دوبلكس مساحتها 180 مترًا مربعًا على ضفاف نهر السين في باريس، قدمتها له عائلة رئيس الوزراء اللبناني الراحل رفيق الحريري. وكانت تلك العائلة قد اتُّهمت في السابق بالمساهمة في تمويل غير قانوني لحملات حزب التجمع من أجل الجمهورية، غير أن التحقيق أغلق دون اتخاذ أي إجراءات.
في الجزء الثاني من مذكراته الصادر في يونيو 2011، انتقد شيراك خليفته نيكولا ساركوزي، واصفًا إياه بأنه "سريع الغضب، متهور، مندفع، غير مخلص، جاحد، وغير منسجم مع الروح الفرنسية". كما أشار إلى أنه كان يفكر في إقالته خلال فترة سابقة، وأقر بمسؤوليته عن تمكين جان ماري لوبان من الوصول إلى الجولة الثانية من الانتخابات الرئاسية عام 2002. وأظهر استطلاع للرأي عام 2010 أن شيراك كان أكثر السياسيين شعبية في فرنسا، في حين جاء ساركوزي في المرتبة الثانية والثلاثين.
في أبريل 2008، خضع شيراك لعملية ناجحة لزرع جهاز لتنظيم ضربات القلب.
وفي سنواته الأخيرة، تدهورت حالته الصحية، حيث عانى من مشكلات في الذاكرة. وفي فبراير 2014، أُدخل المستشفى بسبب آلام مرتبطة بمرض النقرس. وفي ديسمبر 2015، نُقل إلى مستشفى في باريس لأسباب لم تُكشف، لكنه بقي في العناية المركزة لنحو أسبوع، دون أن تُشكل حالته الصحية مصدر قلق كبير في حينه. وفي سبتمبر 2016، أُدخل المستشفى مجددًا بسبب عدوى في الرئة، وفق ما أفاد به صهره فريدريك سالا-بارو.

## الوفاة والجنازة الرسمية
توفي جاك شيراك في منزله بالدائرة السادسة في باريس في 26 سبتمبر 2019، محاطًا بأسرته. وأقيمت له مراسم جنائزية رسمية في كنيسة سان سولبيس بتاريخ 30 سبتمبر، ترأسها ميشيل أوبيتي، رئيس أساقفة باريس، بحضور ممثلين عن نحو 175 دولة، من بينهم 69 من القادة الحاليين والسابقين للدول والحكومات والمنظمات الدولية. من أبرز الحضور: الأمين العام للأمم المتحدة أنطونيو غوتيريش، رئيس المفوضية الأوروبية جان كلود يونكر، الأمين العام لحلف الناتو ينس ستولتنبرغ، الرئيس الروسي فلاديمير بوتين، الرئيس الإيطالي سيرجيو ماتاريلا، الرئيس الألماني فرانك-فالتر شتاينماير، رئيس وزراء بلجيكا شارل ميشيل، رئيس وزراء المجر فيكتور أوربان، الرئيس التركي رجب طيب أردوغان، رئيس الوزراء اللبناني سعد الحريري، ورؤساء سابقون مثل توني بلير، بيل كلينتون، جان كريتيان، فايرا فيكي فريبيرغا، وغيرهم.
أعلنت الحكومة الفرنسية يوم الوفاة يوم حداد وطني، وتم الوقوف دقيقة صمت في أنحاء البلاد الساعة الثالثة مساءً. وبعد انتهاء المراسم العامة، دُفن شيراك في مقبرة مونبارناس بحضور أسرته فقط.
كما أعلنت أندورا الحداد الوطني لثلاثة أيام، فيما خصصت لبنان يوم جنازته ليكون يوم حداد رسمي تكريمًا له.

## روابط خارجية
- جاك شيراك على موقع أوليمبيديا (الإنجليزية)

- جاك شيراك على موقع IMDb (الإنجليزية)
- جاك شيراك على موقع ميتاكريتيك (الإنجليزية)
- جاك شيراك على موقع الموسوعة البريطانية (الإنجليزية)
- جاك شيراك على موقع روتن توميتوز (الإنجليزية)
- جاك شيراك على موقع مونزينجر (الألمانية)
- جاك شيراك على موقع ألو سيني (الفرنسية)
- جاك شيراك على موقع أول موفي (الإنجليزية)
- جاك شيراك على موقع قاعدة بيانات الأفلام السويدية (السويدية)
- جاك شيراك على موقع إن إن دي بي (الإنجليزية)
- جاك شيراك على موقع ديسكوغز (الإنجليزية)